# À toute vitesse (film, 1996)
Pour les articles homonymes, voir À toute vitesse.
Pour plus de détails, voir Fiche technique et Distribution.
À toute vitesse est un film français réalisé par Gaël Morel et sorti en 1996.

## Synopsis
Quentin est un jeune écrivain au succès très prometteur, mais il se préoccupe bien plus de sa carrière que de sa petite amie qui finit par tomber amoureuse de son meilleur ami Jimmy. Samir, lui, est amoureux de Quentin qui ne veut rien savoir, mais veut que Samir soit le héros de son prochain livre.

## Fiche technique
- Titre : À toute vitesse
- Réalisation : Gaël Morel
- Scénario et dialogues : Gaël Morel
- Photographie : Jeanne Lapoirie
- Production : Magouric
- Pays :  France
- Format : couleur
- Durée : 83 minutes
- Date de sortie : France - 25 septembre 1996

## Distribution
- Stéphane Rideau : Jimmy
- Élodie Bouchez : Julie
- Pascal Cervo : Quentin
- Méziane Bardani : Samir
- Salim Kechiouche : Jamel
- Romain Auger : Rick